# Chigy
Chigy korábbi község (település) Franciaországban, Saône-et-Loire megyében. 2016. január 1-jén Theil-sur-Vanne és Vareilles községgel egyesült és Les Vallées de la Vanne új község része lett.
Lakosainak száma 354 fő (2018. január 1.). Chigy Les Clérimois, Foissy-sur-Vanne, Pont-sur-Vanne, Les Sièges és Vareilles községekkel határos.

## Népesség
A település népességének változása:
| Lakosok száma | 211  | 234  | 227  | 210  | 195  | 268  | 315  | 329  | 361  | 354  |
|               | 1962 | 1968 | 1975 | 1982 | 1990 | 2008 | 2013 | 2015 | 2017 | 2018 |